# 생명은 사랑입니다
오석준 신부의 생명은 사랑입니다는 대한민국의 라디오 채널 cpbc FM에서 매주 일요일 오후 2시부터 오후 3시까지 방송되는 가톨릭, 교양 전문 라디오 프로그램이다.

## 역대 방송시간
| 방송 채널 | 방송 기간                           | 방송 시간                          |
| --------- | ----------------------------------- | ---------------------------------- |
| Cpbc FM   | 2006년 10월 29일 ~ 2007년 4월 15일  | 매주 일요일 아침 8:15 ~ 오전 9:00  |
| Cpbc FM   | 2008년 10월 26일 ~ 2009년 4월 12일  | 매주 일요일 아침 8:15 ~ 오전 9:00  |
| Cpbc FM   | 2007년 4월 22일 ~ 2008년 10월 19일  | 매주 일요일 아침 8:10 ~ 오전 9:00  |
| Cpbc FM   | 2009년 4월 19일 ~ 2013년 10월 20일  | 매주 일요일 오전 11:05 ~ 낮 12:00  |
| Cpbc FM   | 2013년 10월 26일 ~ 2015년 10월 17일 | 매주 토요일 아침 8:00 ~ 아침 8:50  |
| Cpbc FM   | 2015년 10월 24일 ~ 2016년 4월 16일  | 매주 토요일 아침 8:00 ~ 오전 9:00  |
| Cpbc FM   | 2016년 4월 24일 ~ 2018년 12월 2일   | 매주 일요일 아침 8:00 ~ 오전 9:00  |
| Cpbc FM   | 2018년 12월 9일 ~ 2021년 10월 17일  | 매주 일요일 오전 9:00 ~ 오전 10:00 |
| Cpbc FM   | 2021년 10월 23일 ~ 2023년 10월 28일 | 매주 토요일 저녁 5:00 ~ 저녁 6:00  |
| Cpbc FM   | 2023년 11월 5일 ~ 현재              | 매주 일요일 오후 2:00 ~ 오후 3:00  |